# Uwe-Karsten Koch
Uwe-Karsten Koch (* 10. Dezember 1941 in Stettin, Provinz Pommern; † 2. Juni 2021 in Neu-Isenburg) war ein deutscher Schauspieler und Regisseur.

## Leben
Uwe-Karsten Koch begann seine Bühnenlaufbahn in der Spielzeit 1964/65 am Theater Bremen, wo er mit kurzen Unterbrechungen bis zur Spielzeit 1971/72 engagiert war.
1964 verkörperte er am Theater Bremen die Rolle des Fish in Brechts Theaterstück Der aufhaltsame Aufstieg des Arturo Ui unter der Regie Peter Palitzschs. 1966 wirkte er unter der Regie von Peter Zadek in Schillers Drama Die Räuber mit. Außerdem spielte er in Bremen unter Zadeks Regie in Frühlings Erwachen. Die Aufführung wurde von Radio Bremen auch für das Fernsehen aufgezeichnet. Im September 1969 trat Koch in dem Lustspiel Das Kaffeehaus in einer Inszenierung von Rainer Werner Fassbinder auf. 1969 übernahm er den Lord Adrian in einer Neuinszenierung von Shakespeares Spätwerk Der Sturm. 1971 spielte er die Rollen „Deutscher“ und „Höllenfürst“ in dem Stück Weltmeisterschaft im Klassenkampf von Peter O. Chotjewitz nach Motiven von Majakowski. Bei beiden Inszenierungen führte Klaus Michael Grüber Regie.
Ab der Spielzeit 1973/74 war Koch für drei Spielzeiten am Theater Heidelberg engagiert. In der Spielzeit 1978/79 gastierte er am Theater am Turm in Frankfurt am Main. Anfang bis Mitte der 80er Jahre trat er, jeweils mit einem Teilvertrag verpflichtet, mehrfach an der Freien Volksbühne Berlin auf. 1994 trat er in der Alten Oper Frankfurt gemeinsam mit Brigitte Janner mit dem Theaterstück Love Letters von Albert Ramsdell Gurney auf.
Gastengagements hatte er auch an den Städtischen Bühnen Frankfurt, an der Komödie Basel und am Hamburger Schauspielhaus. Insgesamt spielte er über 130 Theaterrollen.
Ab den 80er Jahren war Koch für einen Zeitraum von mehr als 25 Jahren auch als Programmgestalter für die Alte Oper Frankfurt tätig. Er organisierte über 1.700 Konzerte und engagierte Weltstars wie Charles Aznavour, Juliette Gréco, Mercedes Sosa, Mikis Theodorakis und Chuck Berry für Auftritte in der Alten Oper. Er lud Schauspielkollegen wie Mario Adorf, Senta Berger und Bruno Ganz zu Lesungen ein und gestaltete ein „vielseitiges“ Kabarettprogramm. 1990 konzipierte er an der Alten Oper Frankfurt einen Erinnerungsabend für John Lennon.
Koch wirkte in etwa 120 Kino- und TV-Produktion mit. Im Kino arbeitete er u. a. mit den Regisseuren Peter Adam in dessen Film Taunusrausch, mit Alexander Kluge (als Vergewaltiger in dem Film Die Macht der Gefühle) und mit Sönke Wortmann zusammen. Er übernahm eine kleine Rolle in dem Fernsehmehrteiler Der Winter, der ein Sommer war (1976) und wirkte zwischen 1982 und 2003 in insgesamt sieben Folgen der Kriminalserie Ein Fall für zwei mit. In der Tatort-Folge Mordfieber (1999) verkörperte er, an der Seite von Ulrike Folkerts, einen Pfarrer.
Mehrfach trat er in der ARD-Fernsehshow Einer wird gewinnen als Schauspieler und Künstler auf, so 1982 in Ludwigshafen am Rhein und 1985 in Saarbrücken.
Koch arbeitete auch als Sprecher für Hörspiele. 1973 nahm er bei Radio Bremen das Kriminalhörspiel Zur Sache wird gehört von Nikolai von Michalewsky (1931–2000) auf. 1976 wirkte er beim Süddeutschen Rundfunk in einer kleineren Rolle als Beamter in dem Science-Fiction-Hörspiel Ein Experiment des Doktor E. über die Bewohnbarkeit der Hölle von Hermann Ebeling mit. 1976 übernahm er die Rolle des Postmeisters in dem Abenteuerhörspiel Der Kurier des Zaren.
Koch war auch als Regisseur und Autor tätig. Neben Lyrik und einigen Kurzgeschichten schrieb er mehrere Theaterstücke und Romane sowie den literarischen Essay Papa und seine Frauen über Ernest Hemingway.
Koch, der seit Ende der 80er Jahre in Neu-Isenburg wohnhaft war, starb Anfang Juni 2021 im Alter von 79 Jahren an seinem langjährigen Wohnort.

## Filmografie (Auswahl)
- 1966: Frühlings Erwachen (Theateraufzeichnung)
- 1976: Der Winter, der ein Sommer war
- 1980: Taunusrausch
- 1982–2003: Ein Fall für zwei (insg. 7 Folgen; verschiedene Rollen)
- 1983: Die Macht der Gefühle[18]
- 1983: Loose Connections
- 1985: Die Sache ist gelaufen
- 1991: Allein unter Frauen
- 1994: Ärzte (Folge: Nachtrunden)
- 1997–1999: Die Wache
- 1999: Tatort – Mordfieber
- 1999: Tatort – Mauer des Schweigens
- 2001: Tatort – Havarie
- 2007: Späte Aussicht